# Abbots Bromley
Abbots Bromley è un villaggio e parrocchia civile di 1779 abitanti dello Staffordshire.

## Geografia
Abbots Bromley è situato a 10 chilometri da Rugeley, che è anche il centro abitato più vicino. Nel villaggio è presente una parte della foresta di Needwood, una grande foresta in gran parte distrutta alla fine del XVIII secolo.

## Sport
- Abbots Bromley FC, fondato nel 2010[2]